# Nidicola marginatus
Nidicola marginatus är en insektsart som beskrevs av Harris och Drake 1941. Nidicola marginatus ingår i släktet Nidicola och familjen näbbskinnbaggar. Inga underarter finns listade i Catalogue of Life.